# مارفن ستون
مارفن ستون (2 يونيو 1981 - 1 أبريل 2008) (بالإنجليزية: Marvin Stone)‏ هو لاعب كرة سلة أمريكي في مركز هجوم قوي الجسم. لعب مع كنتاكي وايلدكاتس ‏.

## وصلات خارجية
- مارفن ستون على موقع كلية كرة السلة في سبورتس رفرنس.كوم (الإنجليزية)
- مارفن ستون على موقع بروبوليرز (الإنجليزية)